# Бедняк, Николай Петрович
Николай Петрович Бедня́к (укр. Мико́ла Петро́вич Бідня́к; 1 февраля 1930, Торонто — 28 ноября 2000, Львов) — канадский и украинский живописец, график. Педагог, профессор Львовской академии искусств. Член Национального союза художников Украины. Член Мировой ассоциации живописцев, рисующих ртом или ногами.

## Биография
Родился 1 февраля 1930 года в Торонто (Канада) в семье эмигрантов с Украины. В 1937 Николай Бедняк вместе с отцом приехал навестить родственников на Буковине. До 1940 жил у родного дяди в селе Ленковцы, близ Черновцов.
В 1940 году выехал в Германию.
В 1945 в 15-летнем возрасте, работая на поле у бауэра, в результате несчастного случая из-за взрыва мины, потерял обе руки и один глаз.
Работая по 16—18 часов в день, научился рисовать и писать картины ртом.
Автор более 3,5 тысяч работ, некоторые из которых — монументальные полотна.
Долгое время Николай Бедняк жил в Канаде, затем с 1991 - на Украине.

## Творчество
Художник уникального мастерства, который явил миру произведения высокой художественной ценности в живописи и графике.
Н. Бедняк работал в живописи, графике, сакральной станковой и монументальной живописи. В Канаде стал известным иллюстратором украинских книжно-журнальных изданий.
Художник владел различными техниками, талант его проявился в различных стилях - от реалистического до символического, но «почерк» его всегда энергичный и насыщенный красками. Его искусство утонченное и философско-высокое, поражает совершенством рисунка, цветовой гаммой и разнообразием жанров.

«Николай Бедняк - это титан украинской иконописи двадцатого века. Сильнее индивидуальности в сакральном искусстве нашего времени нет. Уверен, этим иконам, новейшим, модерновым по стилю, будут удивляться в XXI веке. Это - явление в мировом живописи. Думается, что творить такие шедевры может только богатый на красоту - на красоту неземную - человек, которому открывается другой, высотный мир. »
— Дмитрий Крвавич, скульптор, народный художник УССР
Первая персональная выставка работ художника на Украине состоялась в 1991. В 1994 году выставки Н. Бедняка экспонировались во Львове, Ивано-Франковске,  Киеве (1995, 2000).
Умер Н. П. Бедняк 28 декабря 2000 года во Львове. Похоронен на Лычаковском кладбище.

## Награды и премии
- Государственная премия Украины имени Тараса Шевченко (1995) — за серию исторических картин и портретов «Князь Даниил Галицкий», «Гетман Иван Мазепа», «Довбуш», «Битва под Крутами», цикл произведений по иконописи.
- орден князя Ярослава Мудрого V степени (2000)